# Jim Hill
Jim Hill (ur. w 1890, zm. 18 czerwca 1980 roku w Indianapolis) – amerykański kierowca wyścigowy.

## Kariera
W swojej karierze Hill startował głównie w Stanach Zjednoczonych w mistrzostwach AAA Championship Car oraz towarzyszącym mistrzostwom słynnym wyścigu Indianapolis 500, będącym w latach 1923-1930 jednym z wyścigów Grandes Épreuves. W pierwszym sezonie startów, w 1925 roku z dorobkiem czterdziestu punktów został sklasyfikowany na dwudziestej pozycji w klasyfikacji generalnej. Dwa lata dojechał do mety Indianapolis 500 na dwunastym miejscu. W późniejszych latach Amerykanin pojawiał się także w stawce Badger Midget Series.